# Gui de Conleu
Gui de Conleu (mort le 21 octobre 1270) est évêque de Vannes de 1262 à 1270.

## Biographie
Gui de Conleu (aussi dit Guyomard de Conleau), est élu et consacré évêque de Vannes en 1262. Le 1er juillet 1264, il aurait participé à un concile provincial tenu à Nantes. Le 21 mai 1268, il consacre l'église des frères mineurs de Vannes. En 1266-1268, il conclut un accord avec l'archidiacre Yves de Crozon afin de régler des différends ecclésiastiques qui les opposaient. Selon le martyrologe de la cathédrale de Vannes, il meurt le 21 octobre 1270. Après sa mort, le siège épiscopal de Vannes serait resté vacant pour une raison inexpliquée, pendant une durée indéterminée comprise entre 5 et 8 ans.

## Sources
- (la) Jean-Barthélemy Hauréau, Gallia Christiana, vol. XIV Provincia Turonensi, Paris, Firmin-Didot, 1856, p. 927 Ecclesia Venetensis XXXIX Guido alias Guidomarus.
- Joseph-Marie Le Mené, Revue de Bretagne et de Vendée, vol. Tome VII, Nantes, p. 182 Les évêques de Vannes